# Cofidis (wielerploeg)/2012
Deze pagina geeft een overzicht van de Cofidis-wielerploeg in 2012.

## Algemeen
Sponsor: Cofidis (bank)
Algemeen manager: Eric Boyer
Technisch directeur: Lionel Marie
Ploegleiders: Didier Rous, Alain Deloeuil, Stéphane Augé, Bernard Quilfen, Jean-Luc Jonrond
Fietsmerk: Look
Banden: ?
Auto's: Škoda Octavia

## Renners
| Naam                     | Geboortedatum | Nationaliteit | Ploeg 2011         |
| ------------------------ | ------------- | ------------- | ------------------ |
| Yoann Bagot              | 06-09-1987    | Frankrijk     |                    |
| Florent Barle            | 17-01-1986    | Frankrijk     |                    |
| Mickaël Buffaz           | 21-05-1979    | Frankrijk     |                    |
| Edwig Cammaerts          | 17-07-1987    | België        | Landbouwkrediet    |
| Jean Eudes Demaret       | 25-07-1984    | Frankrijk     |                    |
| Rémy Di Grégorio         | 31-07-1985    | Frankrijk     | Astana             |
| Samuel Dumoulin          | 20-08-1980    | Frankrijk     |                    |
| Leonardo Duque           | 10-04-1980    | Colombia      |                    |
| Nicolas Edet             | 02-12-1987    | Frankrijk     |                    |
| Julien Fouchard          | 20-08-1986    | Frankrijk     |                    |
| Egoitz Garcia Echeguibel | 31-03-1986    | Spanje        | Caja Rural         |
| Jan Ghyselinck           | 24-02-1988    | België        | Team HTC-High Road |
| Arnaud Labbe             | 03-11-1976    | Frankrijk     |                    |
| Luis Ángel Maté          | 23-03-1984    | Spanje        |                    |
| Rudy Molard              | 17-09-1989    | Frankrijk     | stagiair           |
| David Moncoutié          | 30-04-1975    | Frankrijk     |                    |
| Damien Monier            | 27-08-1982    | Frankrijk     |                    |
| Adrien Petit             | 26-09-1990    | Frankrijk     |                    |
| Aleksejs Saramotins      | 08-04-1982    | Letland       |                    |
| Nico Sijmens             | 01-04-1978    | België        |                    |
| Rein Taaramäe            | 24-04-1987    | Estland       |                    |
| Tristan Valentin         | 23-02-1982    | Frankrijk     |                    |
| Nicolas Vogondy          | 08-08-1977    | Frankrijk     |                    |
| Romain Zingle            | 24-01-1987    | België        |                    |

## Belangrijke overwinningen
GP La Marseillaise
Winnaar: Samuel Dumoulin
Ronde van Asturië
4e etappe: Rémy Di Grégorio
Boucles de la Mayenne
2e etappe: Nico Sijmens
NK wielrennen
Estland - individuele tijdrit: Rein Taaramäe
Letland - wegwedstrijd: Aleksejs Saramotins
Parijs-Corrèze
Eindklassement: Egoitz Garcia Echeguibel
Mannen: 1997 · 1998 · 1999 · 2000 · 2001 · 2002 · 2003 · 2004 · 2005 · 2006 · 2007 · 2008 · 2009 · 2010 · 2011 · 2012 · 2013 · 2014 · 2015 · 2016 · 2017 · 2018 · 2019 · 2020 · 2021 · 2022 · 2023 · 2024 · 2025
Vrouwen:2022 · 2023 · 2024 · 2025